# 아플라톡신

아플라톡신 B_{1}의 화학 구조.

아플라톡신(Aflatoxin)은 Aspergillus flavus 등이 생산하는 곰팡이독으로 발암성이 있는 독성물질이다. 주로 산패한 호두, 땅콩, 캐슈넛, 피스타치오 등의 견과류에서 생긴다.

## 개요
아플라톡신은 토양, 썩어가는 식물, 건초 및 곡물에서 자라는 특정 곰팡이 (Aspergillus flavus 및 Aspergillus parasiticus)에 의해 생산되는 독성 및 암을 유발하는 화학물질이다. 그들은 정기적으로 카사바, 칠리 페퍼, 옥수수, 면실, 기장, 땅콩, 쌀, 참깨, 사탕수수, 해바라기씨, 견과류, 밀 등이 부적절하게 보관된 제품에서 발견된다. 오염 된 식품이 처리될 때, 아플라톡신은 일반 식품 공급 물에 들어가서 애완동물과 사람의 식품뿐만 아니라 축산동물용 사료에서도 발견된다. 오염된 사료를 섭취한 동물은 아플라톡신 변이 생성물을 알, 유제품 및 고기에 전달할 수 있다. [1] 예를 들어 오염 된 가금류 사료는 아플라톡신으로 오염 된 닭고기와 계란이 파키스탄에서 높은 비율로 발견된 것으로 의심된다.
특히 아플라톡신에 노출되면 성장 장애, 발달 지연, 간 손상 및 간암을 유발한다. 성인은 노출에 대한 내성이 높지만 안전하지는 않다. 동물은 면역이 없다. 아플라톡신은 알려진 가장 발암성이 강한 물질 중 하나이다. 몸에 들어가면 아플라톡신은 간에서 반응성 에폭시드 중간체로 대사되거나 덜 유해한 아플라톡신 M1이 되도록 하이드록실화 될 수 있다.
아플라톡신은 경구섭취가 일반적이며 가장 독성이 강한 아플라톡신B1은 피부를 통해 침투 할 수 있다.
식품 또는 사료에 함유된 아플라톡신의 미국 식품 의약청 (FDA) 조치 수준은 20 ~ 300ppb이다. [6] FDA는 노출방지를 위한 사전 예방조치로 인간과 애완동물의 오염된 식품에 대해 회수를 선언할 수 있다.
용어 "아플라톡신"은 그것을 생산하는 곰팡이 중 하나인 Aspergillus flavus의 이름에서 파생되었다. "칠면조질병"의 원인으로 그것의 발견 후에 1960년 즈음에 "아플라톡신"이라는 단어가 만들어졌다.

## 같이 보기
- 닉스타말화
- 아스페르길루스증